# Stylidium exoglossum
Stylidium exoglossum är en tvåhjärtbladig växtart som beskrevs av Rica Erickson och J. H. Willis. Stylidium exoglossum ingår i släktet Stylidium och familjen Stylidiaceae. Inga underarter finns listade i Catalogue of Life.